# Калиновка (Нижнегорский район)
Калиновка — исчезнувшее село в Нижнегорском районе Республики Крым, располагавшееся в центре района, в степном Крыму, на правом берегу реки Биюк-Карасу, примерно в 1 км к югу от современного села Заречье.

## История
Впервые в доступных источниках селение встречается в Списке населённых пунктов Крымской АССР по Всесоюзной переписи 17 декабря 1926 года, согласно которому в селе Калиновка, Саурчинского сельсовета Феодосийского района, числилось 15 дворов, все крестьянские, население составляло 79 человек, из них 50 русских, 28 немцев и 1 болгарин. Постановлением ВЦИК «О реорганизации сети районов Крымской АССР» от 30 октября 1930 года был создан Сейтлерский район (по другим сведениям 15 сентября 1931 года), в который включили село. Вскоре после начала Великой Отечественной войны, 18 августа 1941 года крымские немцы из Калиновки были выселены, сначала в Ставропольский край, а затем в Сибирь и северный Казахстан.
После освобождения Крыма от фашистов, 12 августа 1944 года было принято постановление № ГОКО-6372с «О переселении колхозников в районы Крыма» и в сентябре 1944 года в район приехали первые новоселы (320 семей) из Тамбовской области, а в начале 1950-х годов последовала вторая волна переселенцев из различных областей Украины. С 25 июня 1946 года Калиновка в составе Крымской области РСФСР, а 26 апреля 1954 года Крымская область была передана из состава РСФСР в состав УССР. Время включения в Желябовский сельсовет пока не установлено: на 15 июня 1960 года село уже числилось в его составе. Ликвидировано к 1968 году (согласно справочнику «Крымская область. Административно-территориальное деление на 1 января 1968 года» — в период с 1954 по 1968 год, как село Желябовского сельсовета).